# Echo (premio musicale)

Echo, reso graficamente come ECHO, è stato un premio musicale tedesco assegnato ogni anno dal 1992 e fino al 2018 dalla Deutsche Phono-Akademie, l'istituto culturale della Bundesverband Musikindustrie (BVMI), attribuito ai più importanti di artisti nazionali e internazionali. Il premio è stato ideato e presentato da Gerd Gebhardt e Oliver Renelt.
L'Echo è il successore del Deutscher Schallplattenpreis.

## Premiazioni

### Miglior artista maschile tedesco
- 1992 Herbert Grönemeyer
- 1993 Marius Müller-Westernhagen
- 1994 Herbert Grönemeyer
- 1995 Marius Müller-Westernhagen
- 1996 Mark'Oh
- 1997 Peter Maffay
- 1998 Nana
- 1999 Marius Müller-Westernhagen
- 2000 Xavier Naidoo
- 2001 Ayman
- 2002 Peter Maffay
- 2003 Herbert Grönemeyer
- 2004 Dick Brave
- 2005 Gentleman
- 2006 Xavier Naidoo
- 2007 Roger Cicero
- 2008 Herbert Grönemeyer
- 2009 Udo Lindenberg
- 2010 Xavier Naidoo
- 2011 David Garrett
- 2012 Udo Lindenberg
- 2013 David Garrett
- 2014 Tim Bendzko
- 2015 Herbert Grönemeyer
- 2016 Andreas Bourani
- 2017 Udo Lindenberg
- 2018 Mark Forster

### Miglior artista femminile tedesca
- 1992 Pe Werner
- 1993 Sandra
- 1994 Doro Pesch
- 1995 Marusha
- 1996 Schwester S.
- 1997 Blümchen
- 1998 Sabrina Setlur
- 1999 Blümchen
- 2000 Sabrina Setlur
- 2001 Jeanette Biedermann
- 2002 Sarah Connor
- 2003 Nena
- 2004 Yvonne Catterfeld
- 2005 Annett Louisan
- 2006 Christina Stürmer
- 2007 LaFee
- 2008 LaFee
- 2009 Stefanie Heinzmann
- 2010 Cassandra Steen
- 2011 Lena
- 2012 Ina Müller
- 2013 Ivy Quainoo
- 2014 Ina Müller
- 2015 Oonagh
- 2016 Sarah Connor
- 2017 Ina Müller
- 2018 Alice Merton

### Miglior artista internazionale maschile
- 1992 Phil Collins
- 1993 Michael Jackson
- 1994 Meat Loaf
- 1995 Bryan Adams
- 1996 Vangelis
- 1997 Eros Ramazzotti
- 1998 Jon Bon Jovi
- 1999 Eros Ramazzotti
- 2000 Ricky Martin
- 2001 Santana
- 2002 Robbie Williams
- 2003 Robbie Williams
- 2004 Robbie Williams
- 2005 Robbie Williams
- 2006 Robbie Williams
- 2007 Robbie Williams
- 2008 James Blunt
- 2009 Paul Potts
- 2010 Robbie Williams
- 2011 Phil Collins
- 2012 Bruno Mars
- 2013 Robbie Williams
- 2014 Robbie Williams
- 2015 Ed Sheeran
- 2016 Ed Sheeran
- 2017 Rag'n'Bone Man
- 2018 Ed Sheeran

### Miglior artista internazionale femminile
- 1992 Cher
- 1993 Annie Lennox
- 1994 Bonnie Tyler
- 1995 Mariah Carey
- 1996 Madonna
- 1997 Alanis Morissette
- 1998 Toni Braxton
- 1999 Céline Dion
- 2000 Cher
- 2001 Britney Spears
- 2002 Dido
- 2003 Shakira
- 2004 Shania Twain
- 2005 Anastacia
- 2006 Madonna
- 2007 Katie Melua
- 2008 Nelly Furtado
- 2009 Amy Winehouse
- 2010 Lady Gaga
- 2011 Amy Macdonald
- 2012 Adele
- 2013 Lana Del Rey
- 2014 Birdy
- 2015 ZAZ
- 2016 Adele
- 2017 Sia
- 2018 Pink

### Miglior gruppo tedesco
- 1992 Scorpions
- 1993 Die Prinzen
- 1994 Die Toten Hosen
- 1995 Pur
- 1996 Pur
- 1997 Die Toten Hosen
- 1998 Tic Tac Toe
- 1999 Modern Talking
- 2000 Die Fantastischen Vier
- 2001 Pur
- 2002 No Angels
- 2003 Die Toten Hosen
- 2004 Pur
- 2005 Söhne Mannheims
- 2006 Wir sind Helden
- 2007 Rosenstolz
- 2008 Die Fantastischen Vier
- 2009 Ich + Ich
- 2010 Silbermond
- 2011 Ich + Ich
- 2012 Rosenstolz
- 2013 Die Toten Hosen
- 2014 The BossHoss
- 2015 Revolverheld
- 2016 Pur
- 2017 AnnenMayKantereit
- 2018 Milky Chance

### Miglior gruppo internazionale
- 1992 Queen
- 1993 Genesis
- 1994 Ace of Base
- 1995 Pink Floyd
- 1996 The Kelly Family
- 1997 The Fugees
- 1998 Backstreet Boys
- 1999 Lighthouse Family
- 2000 Buena Vista Social Club & Ry Cooder
- 2001 Bon Jovi
- 2002 Destiny's Child
- 2003 Red Hot Chili Peppers
- 2004 Evanescence
- 2005 Green Day
- 2006 Coldplay
- 2007 Linkin Park
- 2008 Nightwish
- 2009 Coldplay
- 2010 Depeche Mode
- 2011 Take That
- 2012 Coldplay
- 2013 Mumford & Sons
- 2014 Depeche Mode
- 2015 Pink Floyd
- 2016 Coldplay
- 2017 Metallica
- 2018 Imagine Dragons

### Singolo dell'anno
- 2005 O-Zone: Dragostea Din Tei
- 2006 Madonna: Hung Up
- 2007 Silbermond: Das Beste
- 2008 DJ Ötzi feat. Nik P.: Ein Stern (...der deinen Namen trägt)
- 2009 Kid Rock: All Summer Long
- 2010 Lady Gaga: Poker Face
- 2011 Israel Kamakawiwo'ole: Over the Rainbow
- 2012 Gotye feat. Kimbra: Somebody That I Used to Know
- 2013 Die Toten Hosen: Tage wie diese
- 2014 Avicii: Wake Me Up

#### Singolo dell'anno tedesco
- 1993 Snap!: Rhythm Is a Dancer
- 1994 Haddaway: What Is Love
- 1995 Lucilectric: Mädchen
- 1996 Scatman John: Scatman (Ski Ba Bop Ba Dop Bop)
- 1997 Andrea Bocelli & Sarah Brightman: Time to Say Goodbye
- 1998 Tic Tac Toe: Warum
- 1999 Oli.P: Flugzeuge im Bauch
- 2000 Lou Bega: Mambo No. 5
- 2001 Anton feat. DJ Ötzi: Anton aus Tirol
- 2002 No Angels: Daylight in Your Eyes
- 2003 Herbert Grönemeyer: Mensch
- 2004 Deutschland sucht den Superstar: We Have a Dream

#### Singolo dell'anno internazionale
- 2001 Rednex: The Spirit of the Hawk
- 2002 Enya: Only Time
- 2003 Las Ketchup: The Ketchup Song (Aserejé),
- 2004 RZA feat. Xavier Naidoo: Ich kenne nichts

### Album dell'anno
- 2008 Herbert Grönemeyer: 12
- 2009 Amy Winehouse: Back to Black
- 2010 Peter Fox: Stadtaffe
- 2011 Unheilig: Lichter der Stadt
- 2012 Adele: 21
- 2013 Die Toten Hosen: Ballast der Republik
- 2014 Helene Fischer: Farbenspiel
- 2015 Helene Fischer: Farbenspiel
- 2016 Helene Fischer: Weihnachten

### Miglior esordiente tedesco
- 1991 Pe Werner
- 1992 Die Fantastischen Vier
- 1993 Illegal 2001
- 1994 Six Was Nine
- 1996 Fettes Brot
- 1997 Fool's Garden
- 1998 Nana
- 1999 Xavier Naidoo
- 2000 Sasha
- 2001 Ayman
- 2002 Seeed
- 2003 Wonderwall
- 2004 Wir sind Helden
- 2005 Silbermond
- 2006 Tokio Hotel
- 2007 LaFee
- 2008 Mark Medlock
- 2009 Thomas Godoj
- 2010 The Baseballs
- 2011 Lena
- 2012 Tim Bendzko
- 2013 Cro
- 2014 Adel Tawil

### Miglior esordiente internazionale
- 1996 Alanis Morissette
- 1997 Spice Girls
- 1998 Hanson
- 1999 Eagle-Eye Cherry
- 2000 Christina Aguilera
- 2001 Anastacia
- 2002 Alicia Keys
- 2003 Avril Lavigne
- 2004 The Rasmus
- 2005 Katie Melua
- 2006 James Blunt
- 2007 Billy Talent
- 2008 Mika
- 2009 Amy Macdonald
- 2010 Lady Gaga
- 2011 Hurts
- 2012 Caro Emerald
- 2013 Lana Del Rey
- 2014 Beatrice Egli

### Premio onorario
- 1991 Udo Lindenberg
- 1992 Reinhard Mey
- 1993 Udo Jürgens
- 1994 James Last
- 1996 Klaus Doldinger
- 1997 Frank Farian
- 1998 Comedian Harmonists
- 1999 Falco
- 2000 Hildegard Knef
- 2001 Fritz Rau
- 2002 Caterina Valente
- 2003 Can
- 2004 Howard Carpendale
- 2005 Michael Kunze
- 2006 Peter Kraus
- 2007 Ralph Siegel
- 2008 Rolf Zuckowski
- 2009 Scorpions
- 2010 Peter Maffay
- 2011 Pantha Du Prince
- 2012 Wolfgang Niedecken
- 2013 Hannes Wader
- 2014 Yello